# Rhodospingue ponceau
Rhodospingus cruentus
Genre
Espèce
Statut de conservation UICN

 LC  : Préoccupation mineure
Le Rhodospingue ponceau (Rhodospingus cruentus) est une espèce de passereaux d'Amérique du Sud appartenant à la famille des Thraupidae. C'est la seule espèce du genre Rhodospingus.

## Description
Cet oiseau mesure 10 à 11,5 cm de longueur. Il présente un fort dimorphisme sexuel, les mâles étant noirâtres sur le dessus et rouge-orange sur le dessous et sur la couronne, tandis que les femelles sont globalement gris-chamois.

## Répartition
Cet oiseau vit dans les bois et broussailles de l'ouest de l'Équateur et dans les zones adjacentes du nord-ouest du Pérou.

Distribution de l'espèce en Amérique du Sud.